# ヒト遺伝子解析機構
ヒト遺伝子解析機構(Human Genome Organisation, HUGO、ヒューゴ)は、ヒトゲノム計画に関連する国際非政府組織である。世界中のゲノム科学者を連携させることを主目的に、1989年に国際組織として設立された。団体名を直訳すると「ヒトゲノム機構」。他に「ヒト遺伝子解析機構」「国際ヒトゲノム機構」「ヒトゲノム国際機構」「国際ヒトゲノム解析機構」などとも訳される。
HUGOのヒトゲノム命名法委員会 (HUGO Gene Nomenclature Committee, HGNC) は、各々のヒト遺伝子に固有の名前と記号を割り当てる役割を担う、HUGO内で最も活動的な委員会の1つである。

## 歴史
HUGOは、1988年4月末にコールド・スプリング・ハーバーで開催された初めてのゲノムマッピングに関するミーティングで設立された。機構を設立するというアイデアは、2002年にノーベル生理学・医学賞を受賞した南アフリカ共和国の生物学者シドニー・ブレナーの発案であった。その会合で創設委員会が設置され、17か国からの42名の科学者がメンバーとなった。HUGOはスイスのジュネーヴに拠点を置き、後に178人のメンバーが加わって、合計220人となった。